# Hugo von Ibelin

Wappen Hugos von Ibelin

Hugo von Ibelin (* um 1130; † um 1170) war ab 1150 Herr von Ibelin, ab 1152 auch Herr von Ramla und Mirabel und ein wichtiger Baron im Königreich Jerusalem.
Er war der älteste Sohn von Barisan von Ibelin und Helvis von Ramla. Nach dem Tod seines Vaters 1150 heiratete seine Mutter Manasses von Hierges, den Konstabler von Jerusalem, einen der größten Anhänger der Königin Melisende in ihrem Kampf gegen ihren Sohn Balduin III. Manasses wurde 1152 verbannt, als Balduin den Streit siegreich beenden konnte, was Hugo zum Besitzer der Herrschaften Ramla und Mirabel machte.
Hugo nahm an der Eroberung Askalons 1153 teil, wurde 1157 in der Schlacht von Banyas gefangen genommen, vermutlich aber im darauffolgenden Jahr wieder freigelassen.
1159 besuchte er das Fürstentum Antiochia, wo er den byzantinischen Kaiser Manuel I. Komnenos traf.
1163 heiratete er Agnes von Edessa, die frühere Frau von König Amalrich I. und Mutter von König Balduin IV. Es ist möglich, dass Agnes bereits vor 1157 mit ihm verlobt oder verheiratet war, sie schloss jedenfalls die Ehe mit Amalrich, als Hugo in Gefangenschaft war. Um König werden zu können, musste sich Amalrich 1163 von ihr scheiden lassen.
Hugo nahm an Amalrichs Ägypten-Feldzug 1167 teil, bei dem er für den Bau einer Brücke über den Nil verantwortlich war. Als die Kreuzritter sich mit dem Sultan gegen Schirkuh, den General Nur ad-Dins, der auch um die Kontrolle Ägyptens kämpfte, verbündeten, wurde Hugo gesandt, gemeinsam mit al-Kamil, dem Sohn des Sultans, Kairo zu verteidigen – Hugo war der erste Kreuzfahrer, der den Palast des Sultans zu Gesicht bekam. Bei der Belagerung von Bilbeis wurde Hugos Leben von seinem Onkel Philipp von Milly, Herr von Nablus gerettet, als er sich beim Sturz seines Pferdes ein Bein brach.
Hugo starb um 1170 auf einer Pilgerreise nach Santiago de Compostela. Er hatte keine Kinder. In Ibelin, Ramla und Mirabel übernahm sein Bruder Balduin die Herrschaft.